# チューリップ・フード・カンパニー
チューリップ・フード・カンパニーはスプレッド、ソーセージ、ベーコン、缶詰、冷凍食品、スープなど多彩な食肉製品を製造するデンマークの国際的な食品会社である。この会社グループは本社がラナースにある食品加工企業のデニッシュ・クラウン社により100%が保有されている。近年は約50億クローネの収益を挙げており、従業員は1550人以上である。ノルウェー、スウェーデン、ドイツ、フランス、イタリア、イギリス、ロシア、日本の8ヶ国に子会社が存在する。英国の Tulip Ltd. はデニッシュ・クラウン社の子会社で、英国におけるチューリップのブランドの製品を扱っているが、チューリップ・フード・カンパニーの一部ではない。

## 生産工場
会社グループは、デンマーク、ドイツ、スウェーデンに合計10の生産工場を有している。

### デンマーク
- エスビャウ - スープ・ミートボール・パン
- ヴァイレ - 缶詰肉・レバー
- スヴェンストロプ - ソーセージ・サラミ
- オーベンロー - パテ
- オールボー -ミートボール・ハンバーガー・トッピング
- ファボルグ (閉鎖) - 冷凍食品・トースト・スペアリブ

### ドイツ
- オルデンブルク - ソーセージ・ベーコン
- ディンクラーゲ - 豚肉加工食品・ドライハム
- シュトルフ - ハム・冷凍食品・スペアリブ・鶏肉製品

### スウェーデン
- マルメ -ソーセージ・ランチョンミート

## 保有ブランド
チューリップは以下のブランドを有している。
- Tulip - ハム・ベーコン・ジャム・ケーキ・冷凍食品・パイ・スペアリブ・プルドポーク
- Den Grønne Slagter - 脂肪コールドカット
- Mou - スープ
- Gøl - ソーセージ・サラミ
- Steff Houlberg - ソーセージ・冷凍食品

## 歴史
1887年、ホーセンスに共同の食肉処理場が設立されたのが由来である。1909年にデンマークで最初に3つのチューリップのマークが使用された。1912年、英国への輸出に関連してチューリップのブランドが導入された。
チューリップインターナショナル株式会社は1990年に設立された。新会社は Normeat、Danepak、Jaka チューリップ食肉処理場の合併によるものであった。その同じ年に Danish Prim が Meatcut 株式会社と Faaborg Middagsretter の合併後に設立された。デニッシュ・クラウン社は1998年にチューリップ・インターナショナルの完全な所有権を得た。
チューリップインターナショナルと Danish Prime は2002年10月1日に合併し、新会社はチューリップ・フード・カンパニーという名称になった。

## 日本の子会社
沖縄とそれ以外で分かれている。

### 沖縄エリア
デニッシュ・クラウン・フーズ・ジャパン(株)
- 2002年設立
- 沖縄県那覇市久茂地
- かつてはチューリップ・フード・カンパニー・ジャパン(株)　沖縄支店となっていたが、その後単なる「チューリップ・フード・カンパニー・ジャパン（株）」に変更。
- 2020年2月に現名称に改称。
- 2022年4月に法人が解散したが、その後も2023年6月現在、チューリップ沖縄のサイトは残っている。

### 北海道・本州・四国・九州エリア
- 2015年3月時点では、デンマーク・デニッシュ・クラウン社の100%出資の子会社であるDCトレーディング株式会社が輸入販売とあったが、ホームページに住所が記載されていなかった（本国ホームページには東京都港区虎ノ門との記載がある）。
- 2015年4月時点でDCトレーディング株式会社による商品ホームページは稼動していなかった。
- 2015年5月時点でJPRSにてドメイン名登録情報検索を行うと、tulip-japan.jp のドメインは失効済み。

これにより、かつて北海道・本州・四国・九州エリアを担当していたチューリップ・フード・カンパニー製品のホームページはドメイン共々廃止された。
なお、2019年4月にDCトレーディング株式会社はデニッシュクラウン・ジャパン株式会社に改称した。

## 沖縄県とチューリップ
沖縄で「ポーク」と言えば、豚肉ではなく缶詰のランチョンミートを意味する。
ポークランチョンミートは沖縄では340g入りが1缶150〜200円程度で購入可能で、チューリップが最もシェアが高い。またチューリップ社の製品は「ポーク」のみならず缶入りのハムやレバーペーストなども地元企業の手によって輸入販売されている。畜肉缶詰に代表される加工食品が沖縄で広く定着したのは、高温多湿で食品の鮮度が保ちにくいという理由もある。